# 腹斑水蛇
腹斑水蛇（Subsessor bocourti），也叫腹斑蛇、海豹蛇，属腹斑蛇属。这一物种的原产地在东南亚，包括泰国、马来西亚、柬埔寨、越南。在中国亦发现了该物种。它常在沼泽、浅水湖泊、游泳池和其他积水环境中发现。主要食物是鱼，但也可捕食小青蛙。